# Adenophora khasiana
Adenophora khasiana är en klockväxtart som först beskrevs av Joseph Dalton Hooker och Thomas Thomson, och fick sitt nu gällande namn av Daniel Oliver, Collett och William Botting Hemsley. Adenophora khasiana ingår i släktet kragklockor, och familjen klockväxter. Inga underarter finns listade i Catalogue of Life.

## Bildgalleri

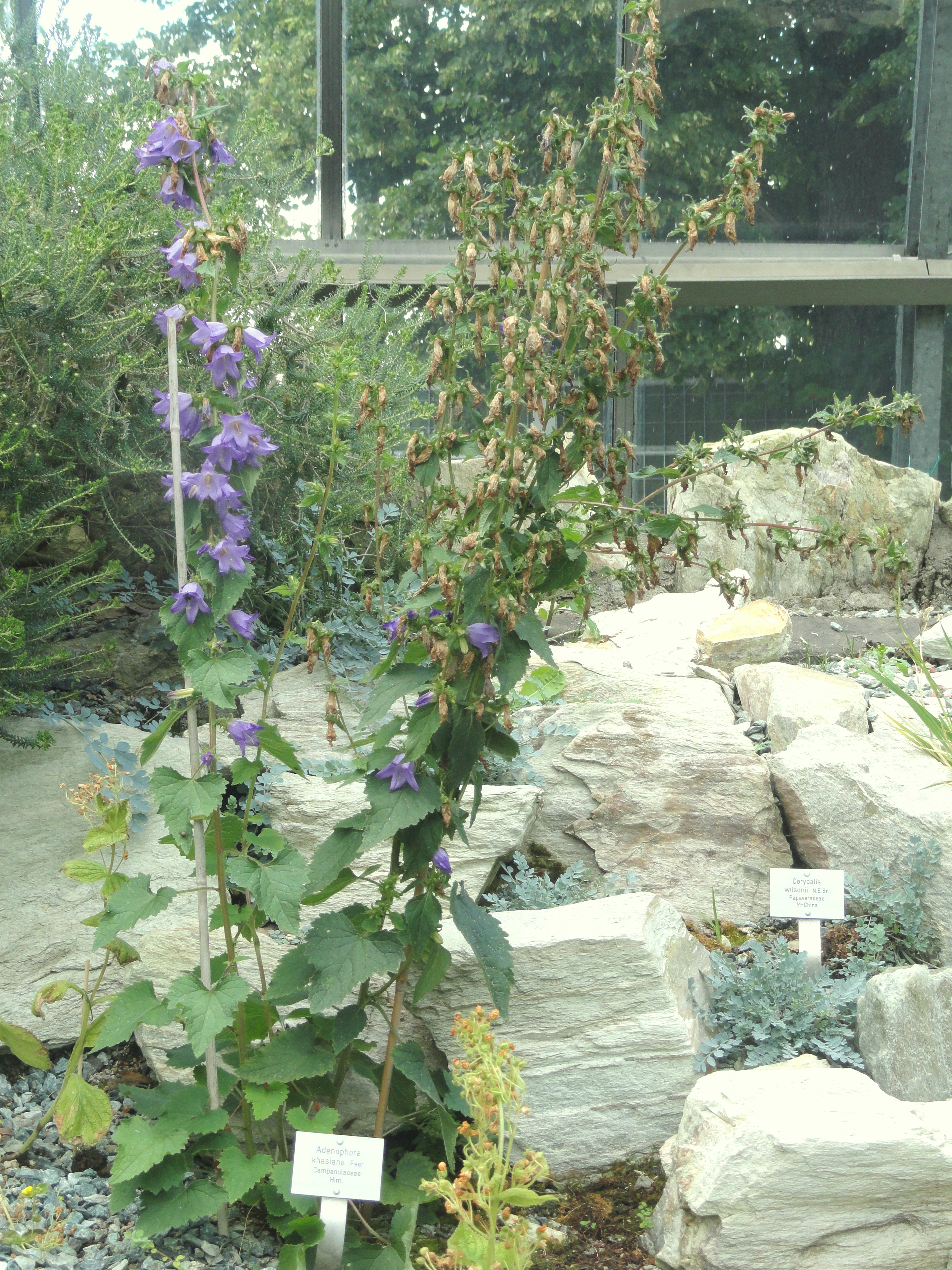